# Sindelbach (Jagst)
Der Sindelbach ist ein kleiner Fluss im Hohenlohekreis im Nordosten Baden-Württembergs, der nach insgesamt etwa nordwestlichem Lauf von unter 14 Kilometern Länge im Dorf Marlach der Gemeinde Schöntal von links in die untere Jagst mündet. Er ist damit deren längster linker Nebenfluss.

## Geographie

### Verlauf
Der Sindelbach entsteht zwischen den Ingelfinger Stadtteilen Weldingsfelden und Hermuthausen im Feldgewann Breite als Feldweggraben. Dieser längere linke Quellast fällt oft trocken, ein kürzerer rechter, der weniger weit östlich von Stachenhausen am Forst Fehlenweiler entspringt, führt beständiger Wasser. Der Bach fließt in westnordwestliche Richtung am Weldingsfeldener Weiler Eschenhof vorbei und dann durch mehrere Stadtteile von Ingelfingen, nämlich Stachenhausen, wo er sich mit dem rechten Quellast vereint, Dörrenzimmern und Eberstal. Ab dem Zulauf des Einfangbachs in Sindeldorf, einem Ortsteil von Schöntal, läuft er für anderthalb Kilometer bis zur Einmündung des unbeständigen Katzenbrünnles nach Norden, auf den letzten anderthalb danach in alter Richtung durch Marlach, wo er von links in die Jagst mündet.

### Zuflüsse
Vom Ursprung zur Mündung. Länge nach der amtlichen Gewässerkarte und gelegentlich abgemessen, Einzugsgebiet nach der amtlichen Gewässerkarte oder meist abgemessen, Höhe nach Beschriftung auf der Topographischen Karte oder abgeschätzt.
- Sindelbach (anderer Quellast), von rechts und Osten in Stachenhausen, 1,7 km und 1,4 km². Der linke Hauptast von Südosten ist bis dorthin schon 3,0 km lang und hat schon ein 2,7 km² großes Teileinzugsgebiet angesammelt.
Nach diesem Zufluss läuft der Sindelbach west- bis nordwestwärts.
- Äulegraben, von links und Südsüdosten nach Stachenhausen, 0,7 km und ca. 0,4 km².
- (Bach durch die Gewanne Oberer und Unterer Bachbrunnen), von rechts und Nordosten, 1,3 km und ca. 0,8 km².
- (Bach durchs Gewann Hungerklinge), von links und Süden auf 319,5 m ü. NHN am Ortsanfang von Dörrenzimmern, 0,7 km und ca. 0,6 km².
- (Bach aus der Himmelsklinge), von rechts und Norden in Dörrenzimmern, 0,6 km und ca. 0,9 km².
- (Bach aus der Rötelsklinge), von rechts und Nordosten auf etwas unter 282,8 m ü. NHN etwas vor Eberstal, ca. 0,4 km und ca. 0,4 km. Unbeständig.
- (Bach aus dem Gewann Tadle), von rechts und Nordnordosten auf unter 276,3 m ü. NHN in Eberstal, 0,8 km und ca. 0,7 km².
- (Bach aus dem Krautheimer Tal), von rechts und Norden in Eberstal, 0,9 km und ca. 1,2 km².
- (Bach aus dem Wörmer Tal), von rechts und Norden zwischen Eberstal und Sindeldorf, 0,6 km und ca. 0,6 km².
- Einfangbach, von links und Westsüdwesten in Sindeldorf, 1,0 km und 3,9 km².
Nach diesem Zufluss wendet sich der Sindelbach auf Nordlauf.
- Katzenbrünnle, von rechts und Ostnordosten auf etwa 230 m ü. NHN bei Altdorf, 2,0 km und ca. 2,2 km².
Nach diesem Zufluss wendet sich der Sindelbach auf Westlauf.
- → (Abgang des Mühlkanals nach Marlach), nach links auf 228,5 m ü. NHN zwischen Altdorf und Marlach.
- ← (Rücklauf des Mühlkanals nach Marlach), von links in Marlach, 0,4 km.

## Daten und Charakter
Von der Quelle bis nach Stachenhausen sowie innerhalb der Ortschaften ist der Sindelbach begradigt. Außerorts fließt er die meiste Zeit in seinem natürlichen Flussbett, dessen Ufer durchwegs eine vielfältige Vegetation begleitet.
Das Einzugsgebiet umfasst 26,4 km², am Pegel Marlach fließen im Mittel (1980–1996) 0,25 m³/s ab.

## Bildergalerie

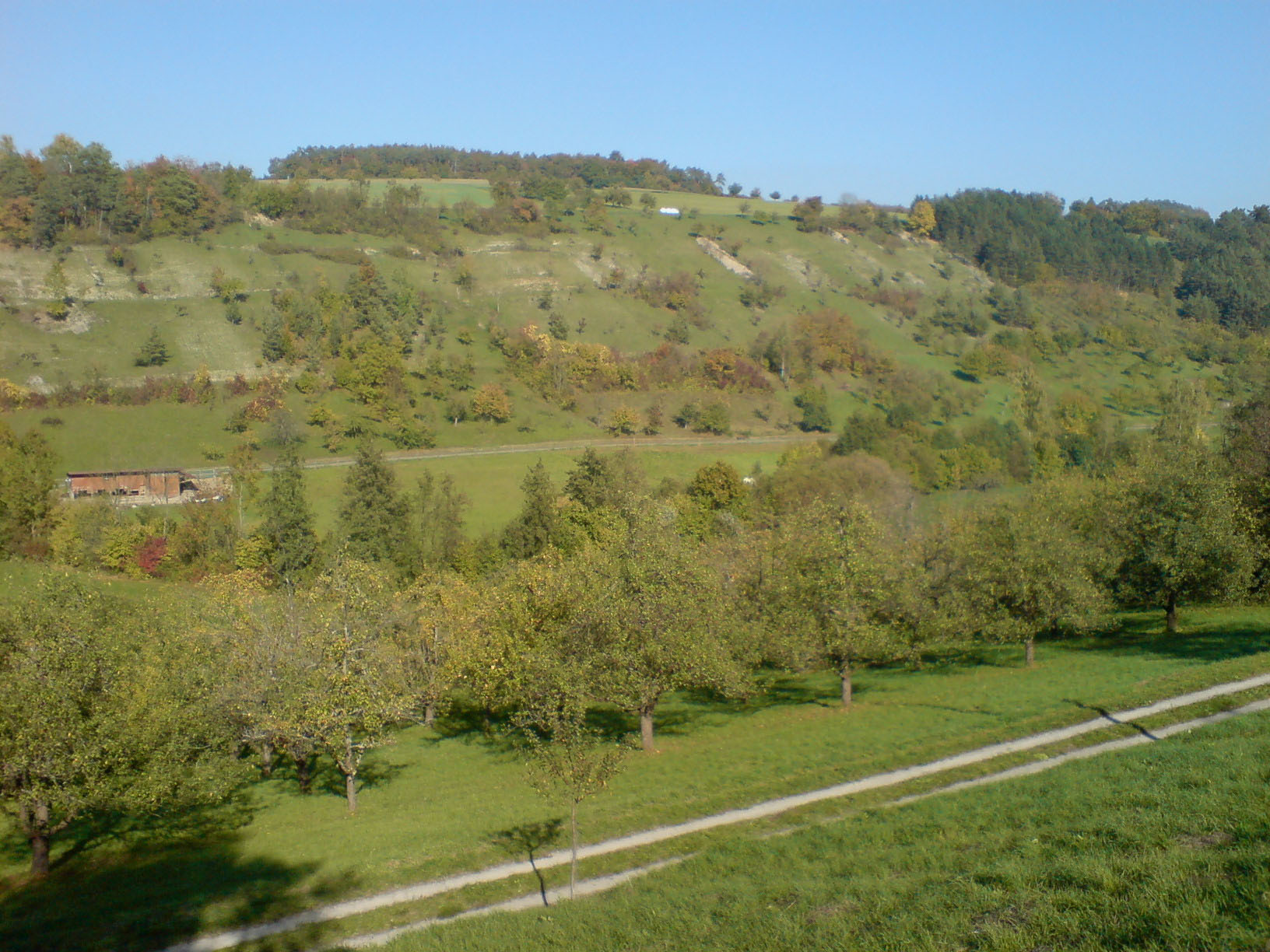
Das Sindelbachtal zwischen Eberstal und Sindeldorf
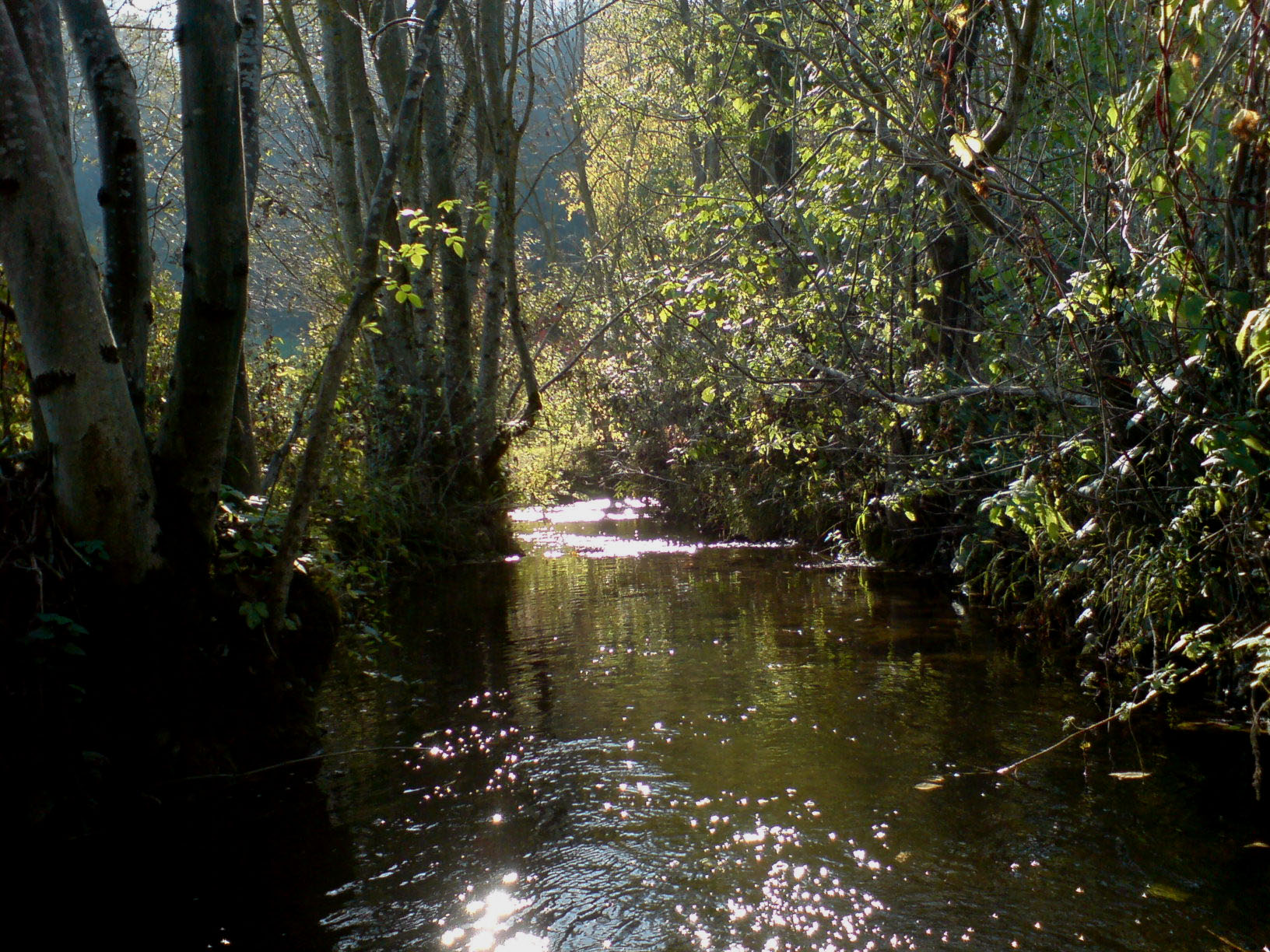
Der Sindelbach zwischen Dörrenzimmern und Eberstal
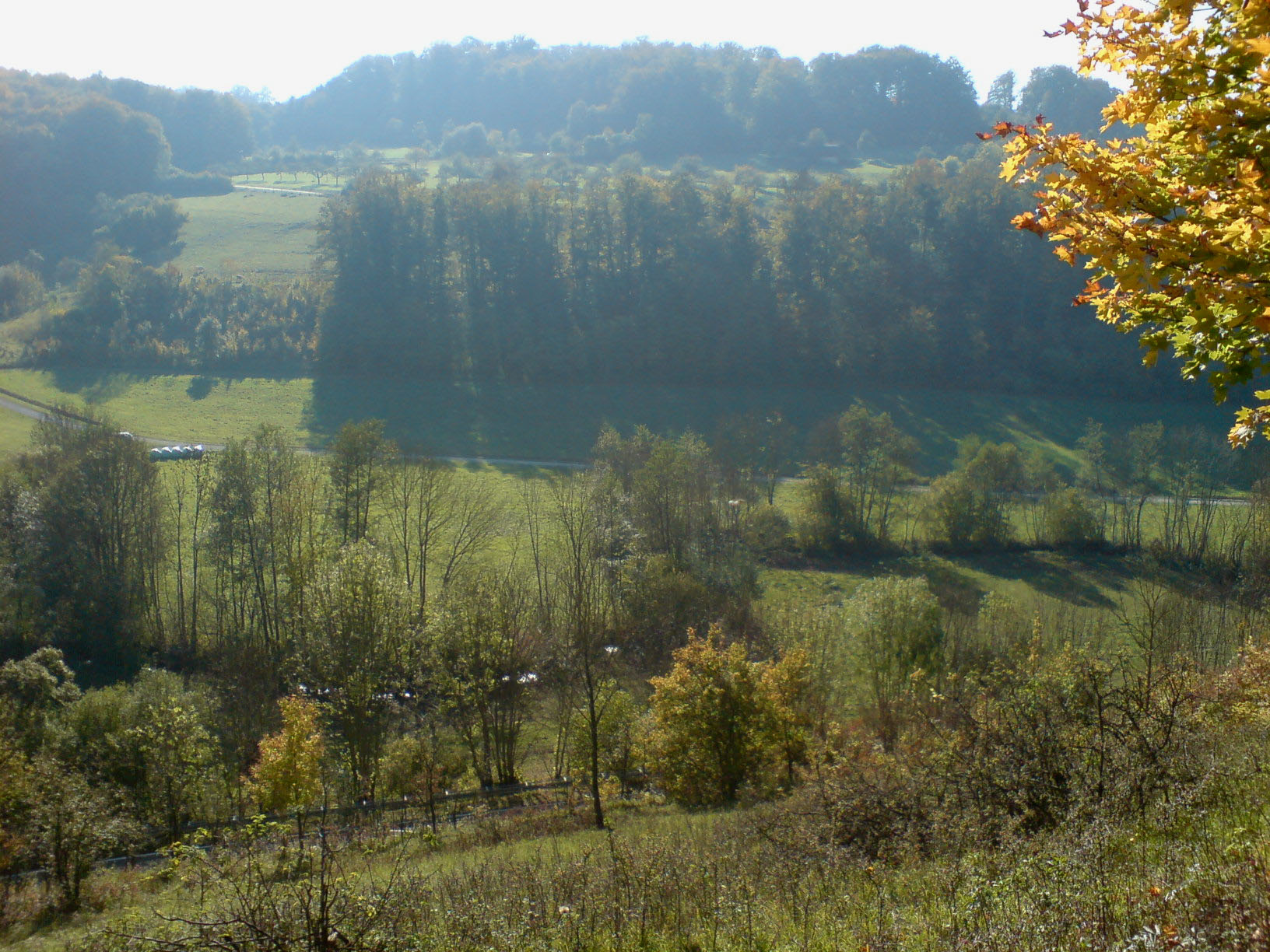
Blick auf den lebhaft murmelnden und in der Sonne glänzenden Sindelbach vom südexponierten Trockenhang zwischen Dörrenzimmern und Eberstal
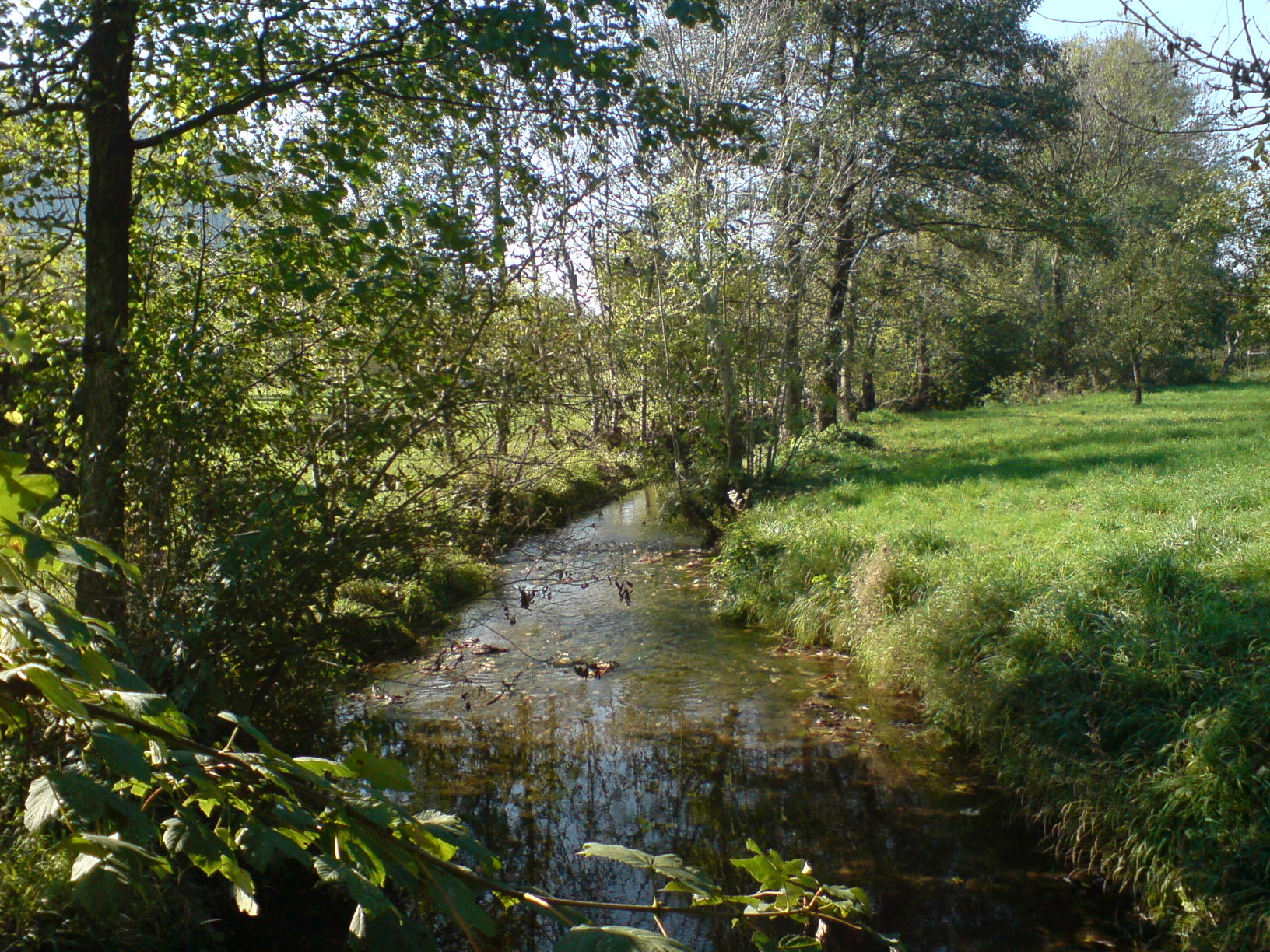
Der Sindelbach auf seinem letzten Abschnitt zwischen Altdorf und Marlach zwischen Streuobstwiesen

## Verkehr
Durch das Sindelbachtal zwischen Stachenhausen und Marlach führt die Kreisstraße K 2381, die in Marlach in die Jagsttalstraße (L 1025) mündet. Stachenhausen liegt auch an der L 515 nach Krautheim und zur Bundesstraße 19 zwischen Dörzbach und Künzelsau. Die übrigen Orte im Tal werden durch weitere Kreisstraßen erschlossen.